# Аль-Хуссейн (Ірбід)
Спортивний клуб «Аль-Хуссейн» або «Аль-Хуссейн» (араб. الحسين) — йорданський футбольний клуб із міста Ірбід, який виступає в Йорданській Про-Лізі.

## Історія
Клуб було засновано у 1964 році.

## Досягнення
- Чемпіонат Йорданії:
  -  Чемпіон (2): 2023-24, 2024-25

- Суперкубок Йорданії
  -  Володар (3): 2003, 2024, 2025
  -  Фіналіст (2): 2002, 2004

- Кубок Йорданії
  -  Фіналіст (7): 1988, 1991, 2001, 2002, 2004, 2023-24, 2024-25

- Кубок короля Гусейна
  -  Володар (1): 1999

Виступи на континентальних турнірах
- Кубку азійських чемпіонів: 1 участь

2005 — чвертьфінал.